# Myiomela
Genre
Myiomela est un genre d’oiseaux de la famille des Muscicapidae.

## Liste d'espèces
Selon la classification de référence du Congrès ornithologique international (version 14.2, 2024) :
- Myiomela leucura (Hodgson, 1845) – Notodèle à queue blanche
- Myiomela sumatrana Swinhoe, 1864 – Notodèle de Sumatra
- Myiomela diana (Lesson, 1831) – Notodèle de la Sonde